# Quai de la Bourse
Le quai de la Bourse est une voie publique de la commune française de Rouen.

## Situation et accès
Le quai de la Bourse est situé entre le quai Pierre-Corneille dont la limite est marquée par l'axe pont Boieldieu - rue Grand-Pont et le quai de la Bourse par l'axe pont Jeanne-d'Arc - rue Jeanne-d'Arc. La voie ferrée qui longe le quai le sépare de la «promenade Charcot».
Rues adjacentes
- Rue de la Champmeslé
- Rue Jacques-Lelieur
- Rue du Docteur-Robert-Rambert

## Origine du nom
Nom donné en 1837 à la partie des quais où il y avait la Bourse découverte.

## Historique

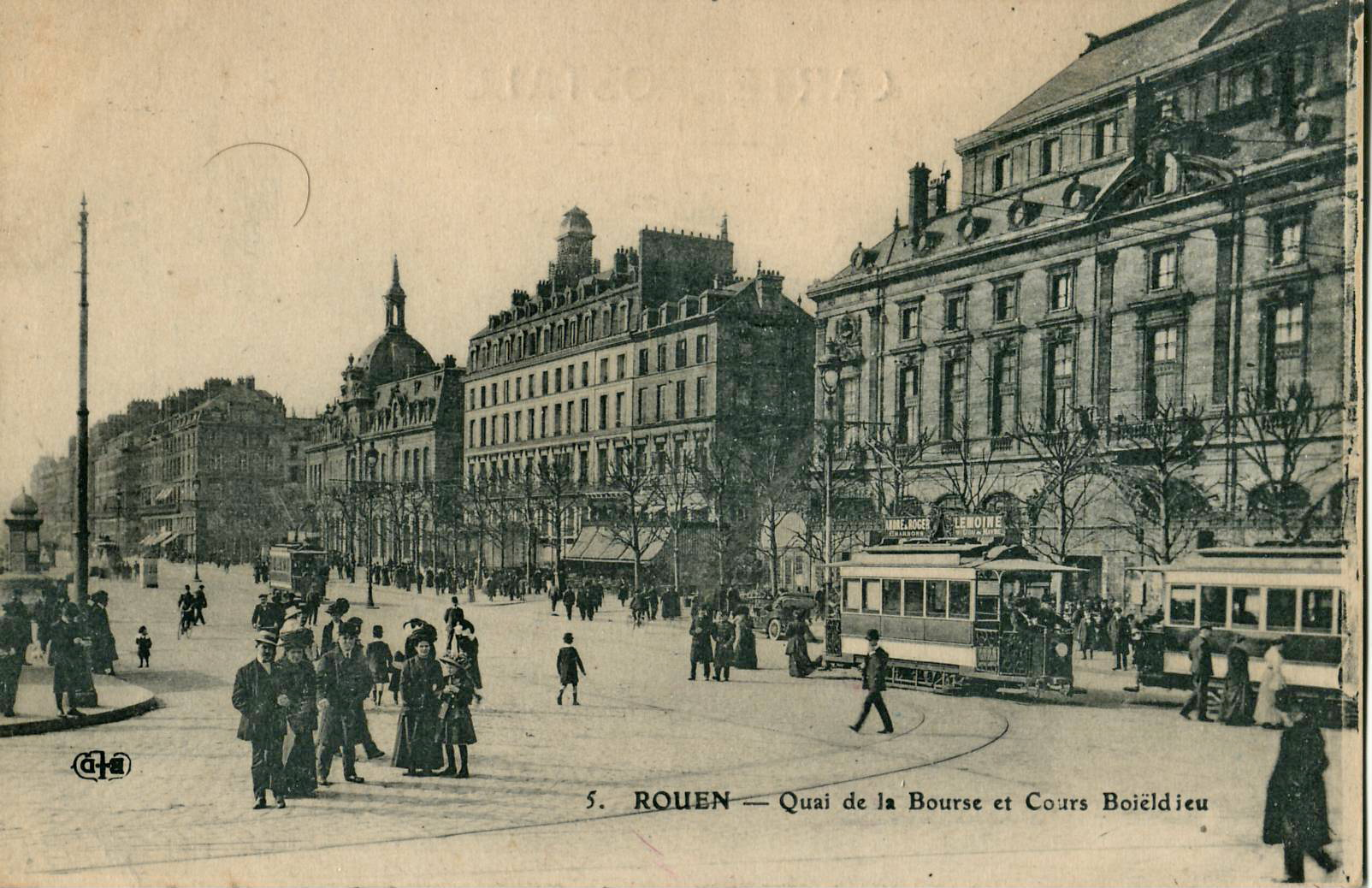
Carte postale du quai de la Bourse et cours Boieldieu, vers 1910.

Il s'est appelé « rue des Minimes », « rue de Maulévrier », « rue de la Rougemare » avant d'être transformé en quai.
Le quai est endommagé en juin 1940 et partiellement détruit par des bombardements du 27 mai au 4 juin 1944.
Un quai haut est réalisé lors de la reconstruction de Rouen.

## Bâtiments remarquables et lieux de mémoire
- En 1905, le notaire et écrivain Jean Revel demeure au no 17[1].
- no 19 : Le peintre Marcel Couchaux y a vécu et y est mort en 1939.
- Théâtre des Arts de Rouen
- Statue de Pierre Corneille par David d'Angers
- Palais des Consuls